# Fortaleza de Diu

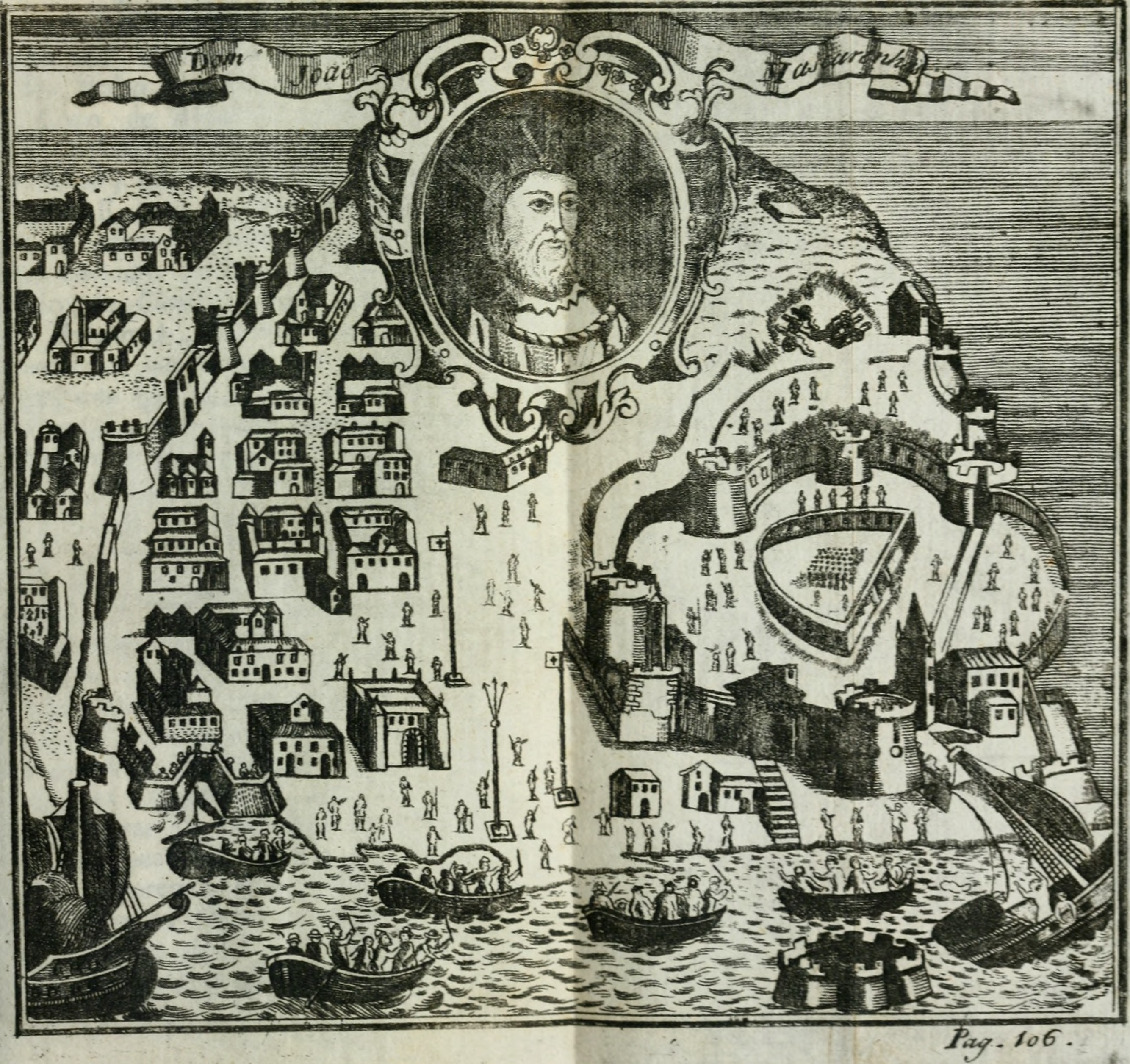
Cidade de Diu, Dom João Mascarenhas, 1540 (Vida de D. João de Castro, Lisboa 1798)

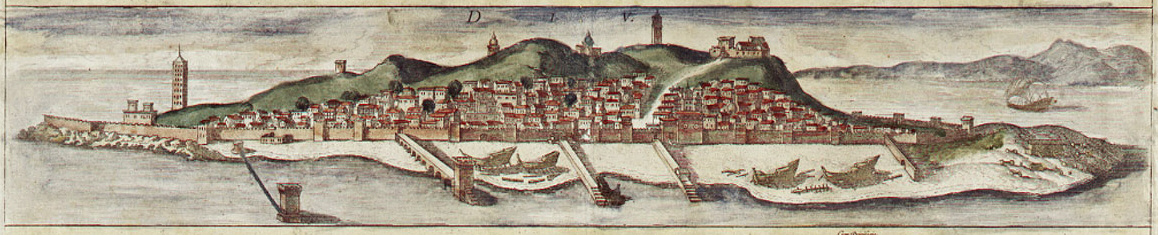
Diu (Georg Braun; Frans Hogenberg: Civitates Orbis Terrarum, 1572)

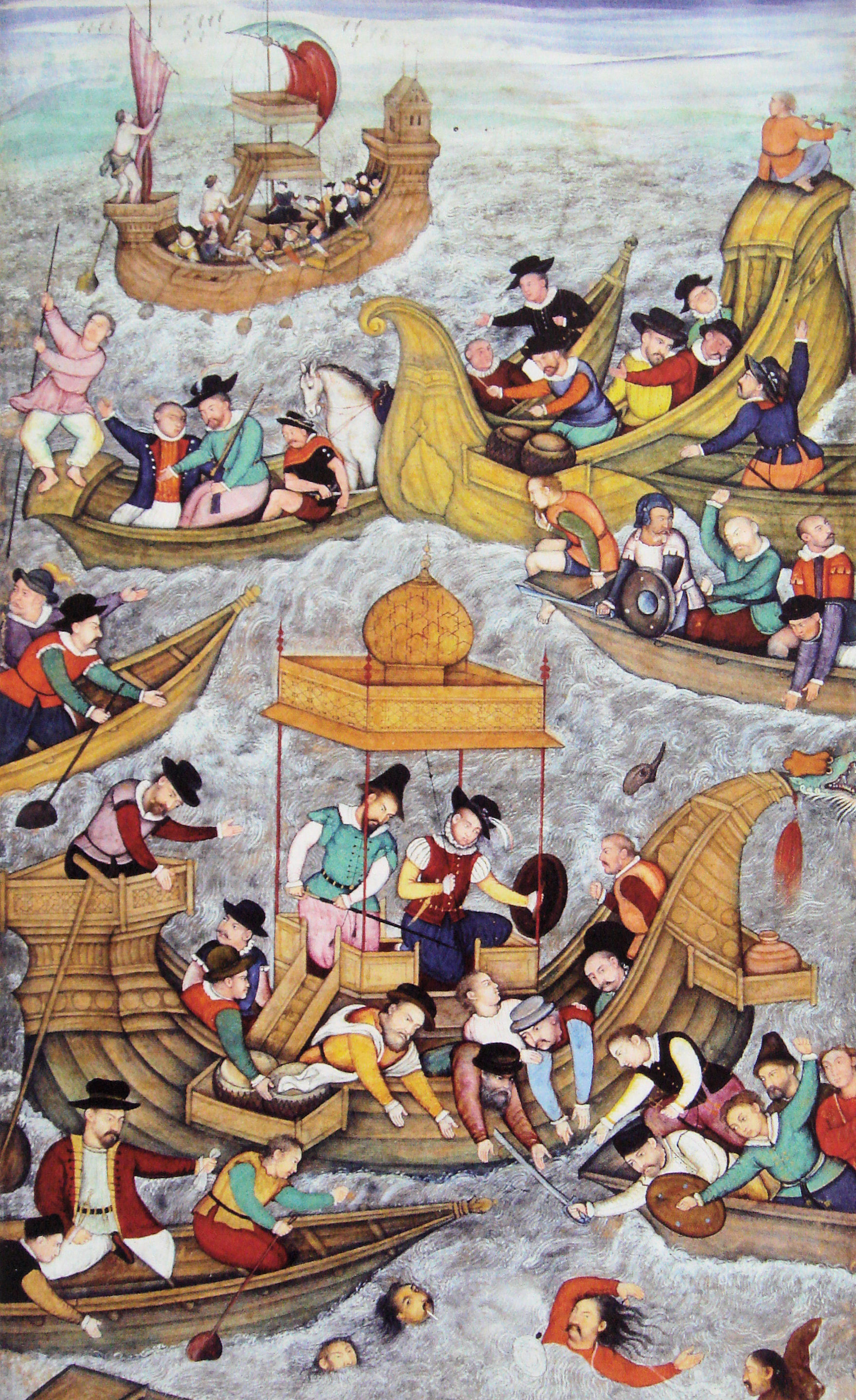
Morte do Sultão Bahadur diante de Diu contra os portugueses (Akbar Nama, fins do século XVI)

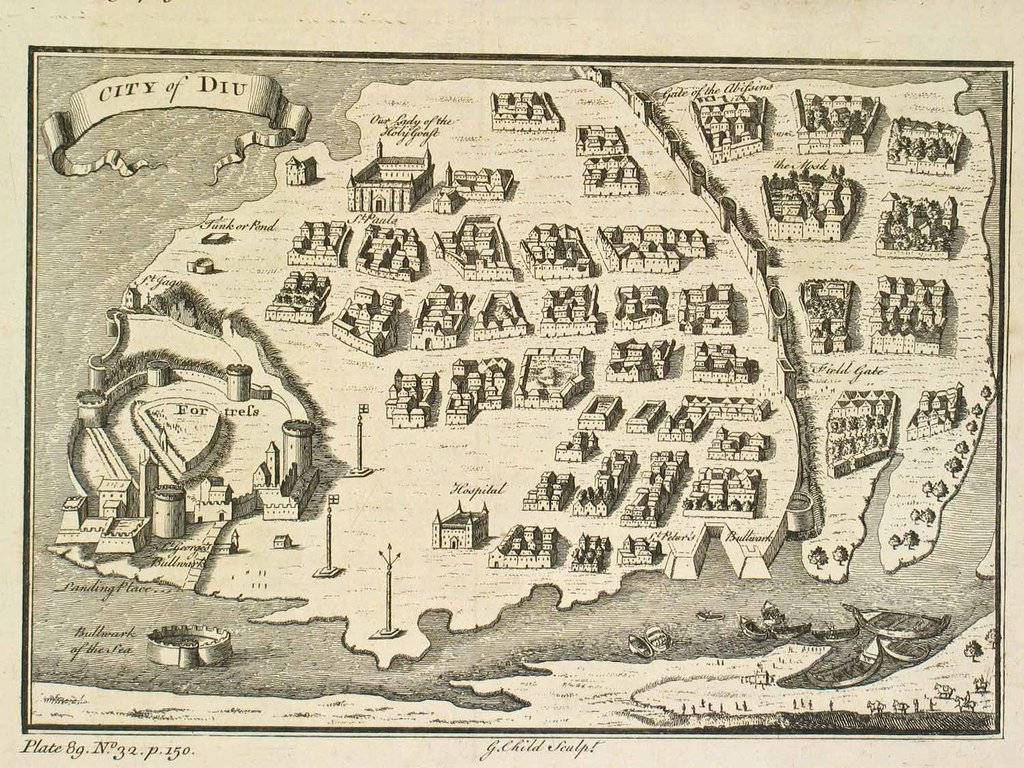
Cidade de Diu e sua fortaleza (gravura inglesa, 1729)

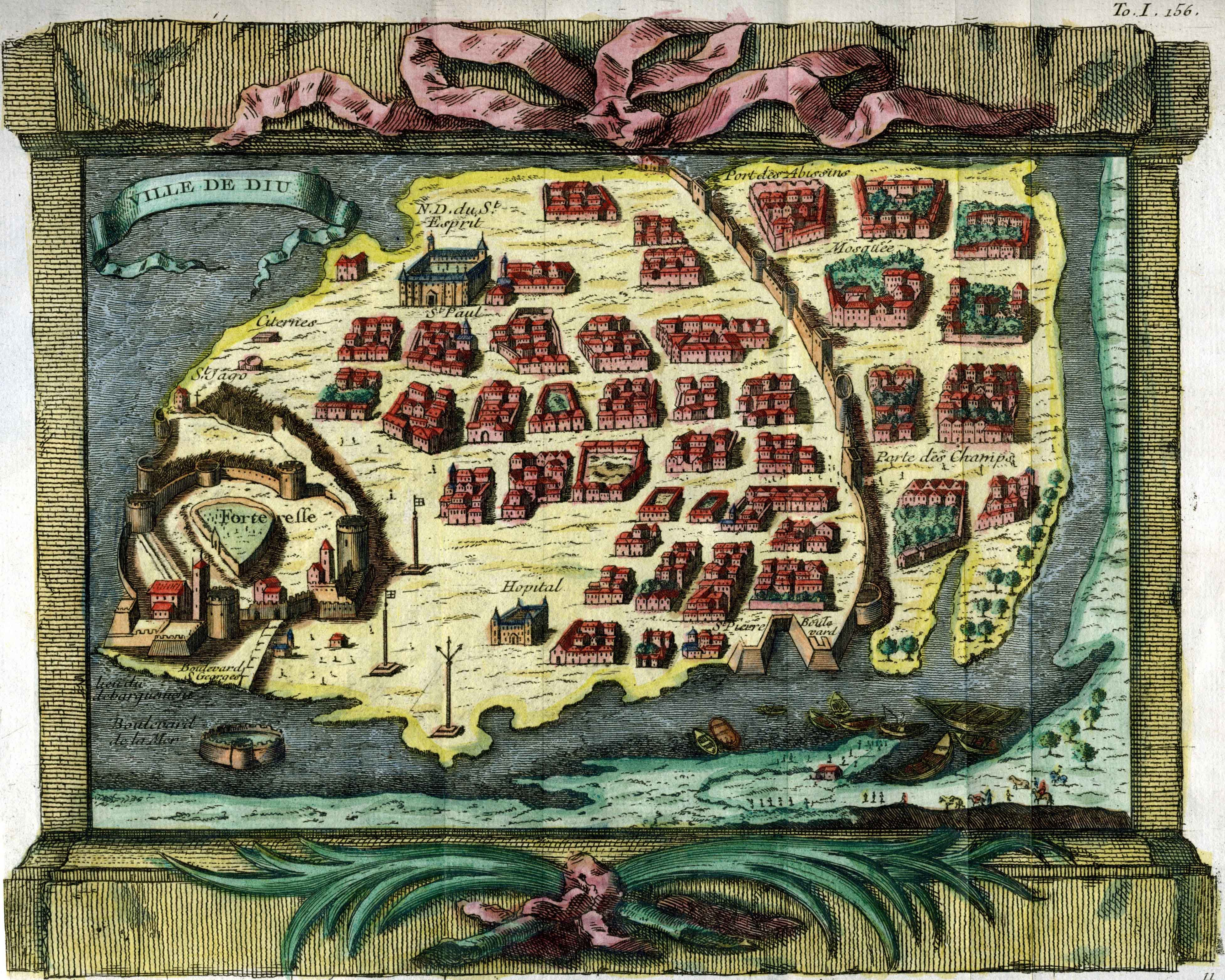
Planta de Diu (Didot, "Histoire Générale des Voyages", 1750)

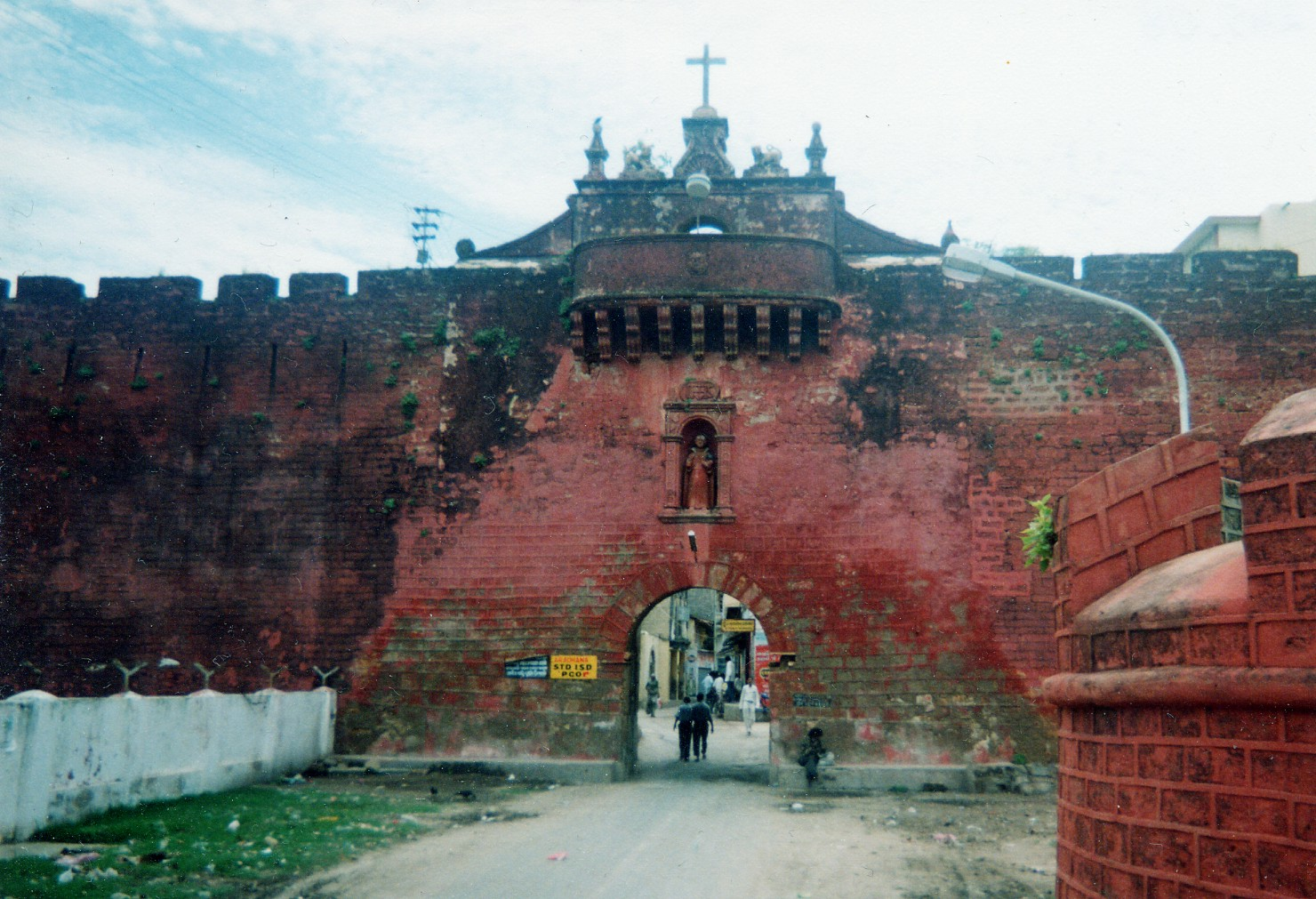
Fortaleza de Diu: portão de armas

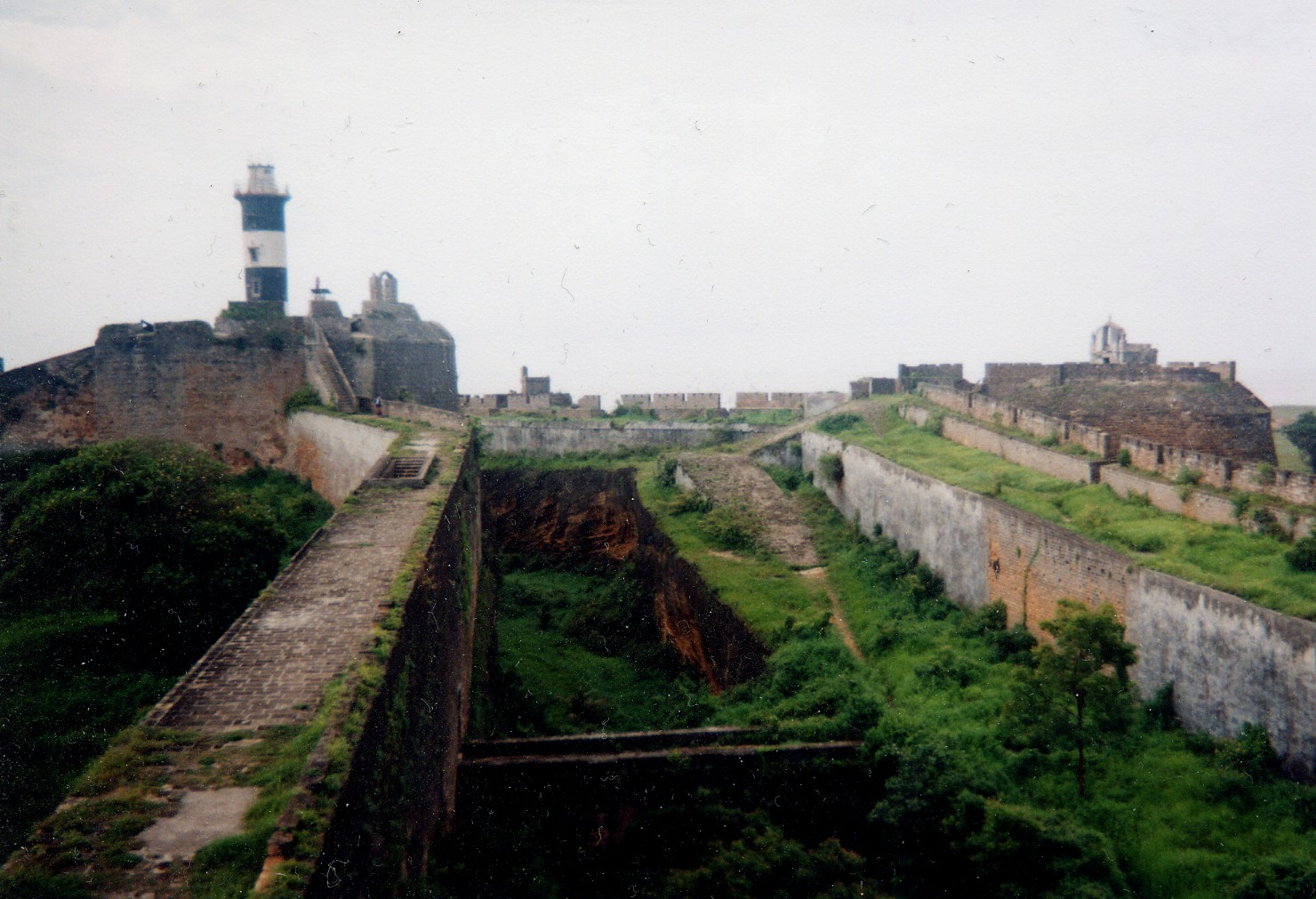
Fortaleza de Diu: aspecto interno

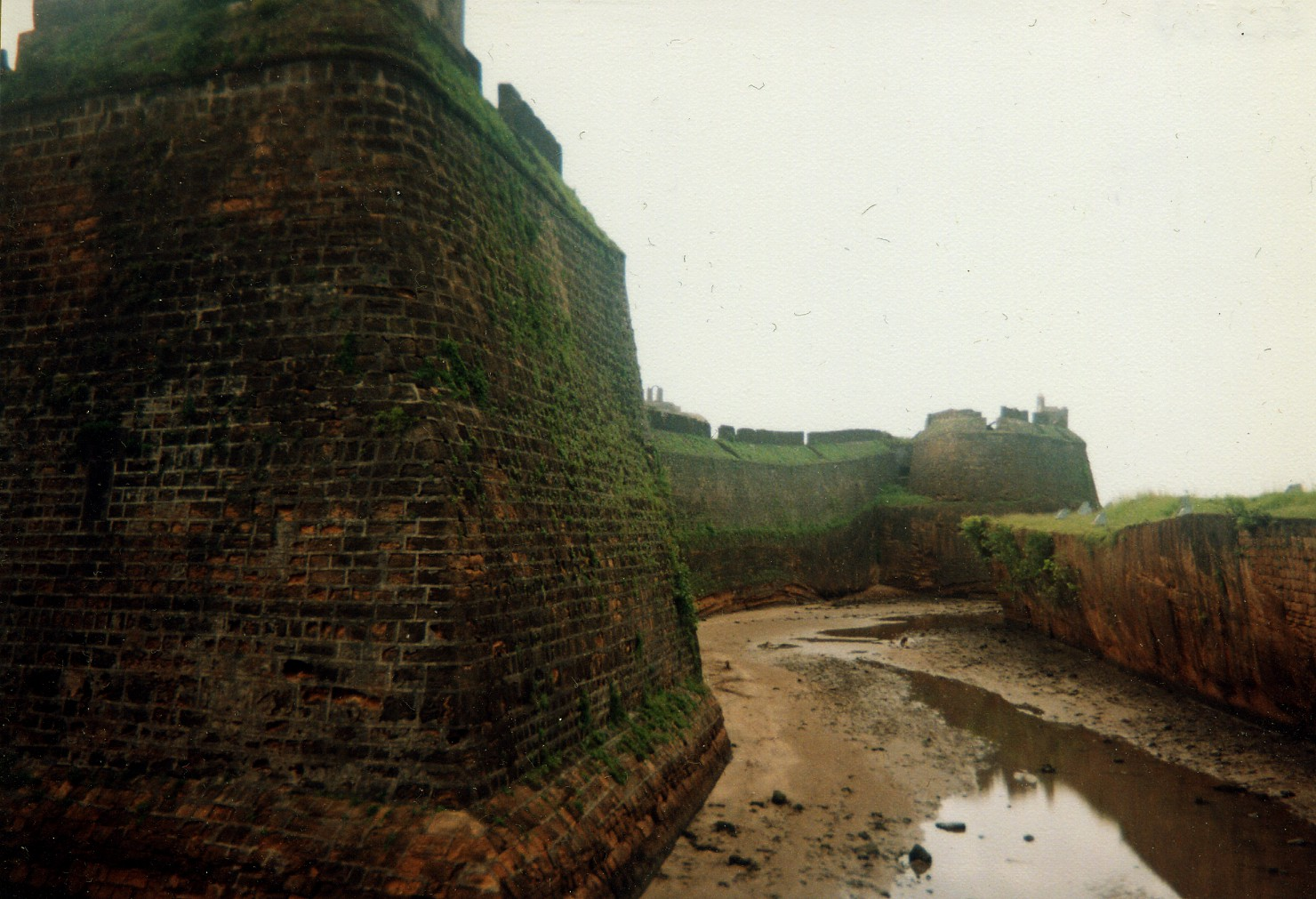
Fortaleza de Diu: muralha pelo lado de terra

A fortaleza de Diu localiza-se na ilha de Diu, no extremo sul da península de Katiavar, à entrada do golfo de Cambaia, na costa de Guzerate, na Índia.
Erguida por forças portuguesas em 1535-1536, é considerada pelos estudiosos de arquitetura militar como a mais importante e bem fortificada estrutura erguida no Estado Português da Índia. Devido à  sua importância estratégica, a fortaleza de Diu foi alvo da cobiça e resistiu a inúmeros cercos e ataques de árabes, otomanos, indianos e às diversas tentativas holandesas para dela se apoderarem em finais do século XVII. Reputada como inexpugnável, acompanhou o declínio de Diu a partir do século XVIII até à sua queda final em dezembro de 1961. Em 2009 foi classificada como uma das sete maravilhas de origem portuguesa no mundo.

## História
Diu era um importante entreposto comercial à época da chegada dos portugueses à costa da Índia. Desse modo, desde 1513, com Afonso de Albuquerque, ali tentaram estabelecer uma feitoria, sem sucesso. Algumas tentativas de conquista empreendidas em 1521, por Diogo Lopes de Sequeira, em 1523 e em 1531, por D. Nuno da Cunha, também não tiveram êxito. Martim Afonso de Sousa iniciou negociações com o sultão Bahadur Xá, em 1534, vindo a obtê-la em troca de ajuda militar portuguesa prestada contra o Grão-Mogol de Deli, que o expulsara de seus domínios.
As obras foram iniciadas pelo sétimo governador do Estado Português na Índia, D. Nuno da Cunha, em 20 de novembro de 1535, estando concluídas no ano seguinte.
Livre da ameaça e arrependido da sua generosidade, Bahadur Xá pretendeu reaver Diu, matando o governador da praça, ao mesmo tempo que chamava em auxílio uma frota turca. Ao tomar conhecimento da traição, mandou prender Badur, que acabou por ser morto numa refrega. Seguiu-se um período de guerra entre os portugueses e a gente do Sultanato de Guzarate. O novo sultão celebrou um acordo com a Sublime Porta, e, em 1538, forças guzerates, sob o comando de Coja Sofar, senhor de Cambaia, com o reforço de uma armada egípcia do Paxá Al Khadim (turca de Solimão, o Magnífico ?), impôs cerco a Diu, defendida por tropas portuguesas sob o comando de António da Silveira. Essas forças foram dispersadas com o auxílio de Martim Afonso de Sousa.
Com a sua estrutura reparada e reforçada, foi duramente castigada em novo cerco, imposto por um novo exército guzarate, sob o comando do mesmo Coja Sofar, no Verão de 1546. Durante cinco meses os seus defensores resistiram, sob o comando de D. João Mascarenhas, recebendo alguns reforços e suprimentos pelo mar até que, em 11 de Novembro, um reforço naval, sob o comando de D. João de Castro, posteriormente recompensado com o cargo de quarto Vice-rei da Índia, decidiu a vitória em favor dos Portugueses.
Neste cerco, pereceram Coja Sofar e um filho de D. João de Castro, D. Fernando. Assim lhe foi comunicada a perda por seu outro filho, também enviado em socorro da praça: "Meu irmão, que Deus haja, achei morto; é certo que Vossa Mercê perdeu um filho e eu um irmão para muito sentir, mas nós havemos de morrer e o manjar da Guerra são homens e os melhores" (carta de D. Álvaro de Castro a D. João de Castro, Diu, 27 de Agosto de 1546).
Os episódios foram registrados por Luís de Camões:
"Vereis a inexpugnável Dio forte
Que dous cercos terá, dos vossos sendo.
Ali se mostrará seu preço e sorte,
Feitos de armas grandíssimos fazendo.
Envejoso vereis o grão Mavorte
Do peito lusitano, fero e horrendo.
Do mouro ali verão que a voz extrema
Do falso Mahamede ao céu blasfema."
Júpiter a tranquilizar Vênus, protetora do Gama, descrevendo o que os portugueses farão na Ásia, mesmo depois da viagem dele. In: Os Lusíadas, Canto II, estância 50). E adiante, no canto X, novamente por meio de profecias, desta vez de Calíope, refere as vitórias em Diu, por doze estrofes. O poeta conclui a história do cerco dizendo:
"Feitos farão tão dinos de memória
Que não caibam em verso ou larga história" (Canto X, estância 71- 7-8)
D. João de Castro, necessitando reconstruir as muralhas da fortaleza, arruinadas pelo cerco (segundo a sua própria informação, a fortaleza encontrava-se tão gravemente destruída que nela não havia de aproveitável um só palmo de parede), solicitou à Câmara Municipal de Goa um empréstimo de 20 mil pardaus, dando em garantia a própria barba. A Câmara liberou o empréstimo, rejeitando, no entanto, o precioso penhor. As obras de reconstrução foram conduzidas pelo mestre de pedraria Francisco Pires que, tendo saído do reino para a Índia em 1546, de passagem trouxera ainda o risco para a Fortaleza de São Sebastião na ilha de Moçambique.
A partir do século XVIII, o progresso levado pelos ingleses às cidades vizinhas do Katiavar, retiraram importância econômica a Diu, cuja importância estratégica encerrou-se ao final do século XIX com a abertura do canal do Suez, assim como aconteceu com as costas de Omã e do Gujarate.
Finalmente, sob o ataque das forças da União Indiana, em 19 de Dezembro de 1961, sem possibilidade de receber reforços, após esgotada a sua munição, caiu. Foi diante de seus muros que se desenrolou o episódio da lancha Veja, que sucumbiu ante os ataques de duas esquadrilhas de aviões a jato que atuaram em apoio à invasão.

## Características
Uma das primeira manifestações do estilo renascentista nas praças do Oriente português, destaca-se pela imponente muralha pelo lado de terra que ascendia a 250 metros de comprimento, reforçada por baluartes, apoiada por numerosos fortes e fortins espalhados pelos 40 quilómetros quadrados da ilha.
Considerando-se a informação de D. João de Castro acerca do estado das fortificações no Estado Português da Índia, de que "...são estas fortalezas tão fracas que tirando Diu nenhuma é capaz de se poder defender oito dias dos nossos inimigos" (carta de 30 de Outubro de 1540), Gaspar Correia, no seu Lendas da Índia (c. 1560), ao referir-se à fortaleza de Diu, registrou: "...nunca outra tal nestas partes se viu".
A defesa era composta, pelo lado de terra por uma primeira linha, sobre o fosso exterior, amparada pelos:
- Baluarte de São Domingos (defendendo o Portão de Armas);
- Baluarte de São Nicolau; e
- Baluarte de São Filipe.

A segunda linha, interna, era integrada, pelo lado de terra, pela:
- Torre de Menagem; e pelos:
- Baluarte Cavaleiro; e
- Baluarte de São Tiago;

pelo lado do mar, pelos:
- Baluarte Chato (Sueste);
- Baluarte de Santa Luzia (Este);

e pelo lado do canal, pela:
- Couraça;
- Baluarte de Santa Teresa; e
- Baluarte de São Jorge.

A defesa era complementada ainda pelo chamado Fortim do Mar, um forte de pequenas dimensões estrategicamente erguido em meio às águas, na embocadura do canal, e que, em nossos dias, controla a atividade dos numerosos barcos de pesca na área.

## Curiosidades

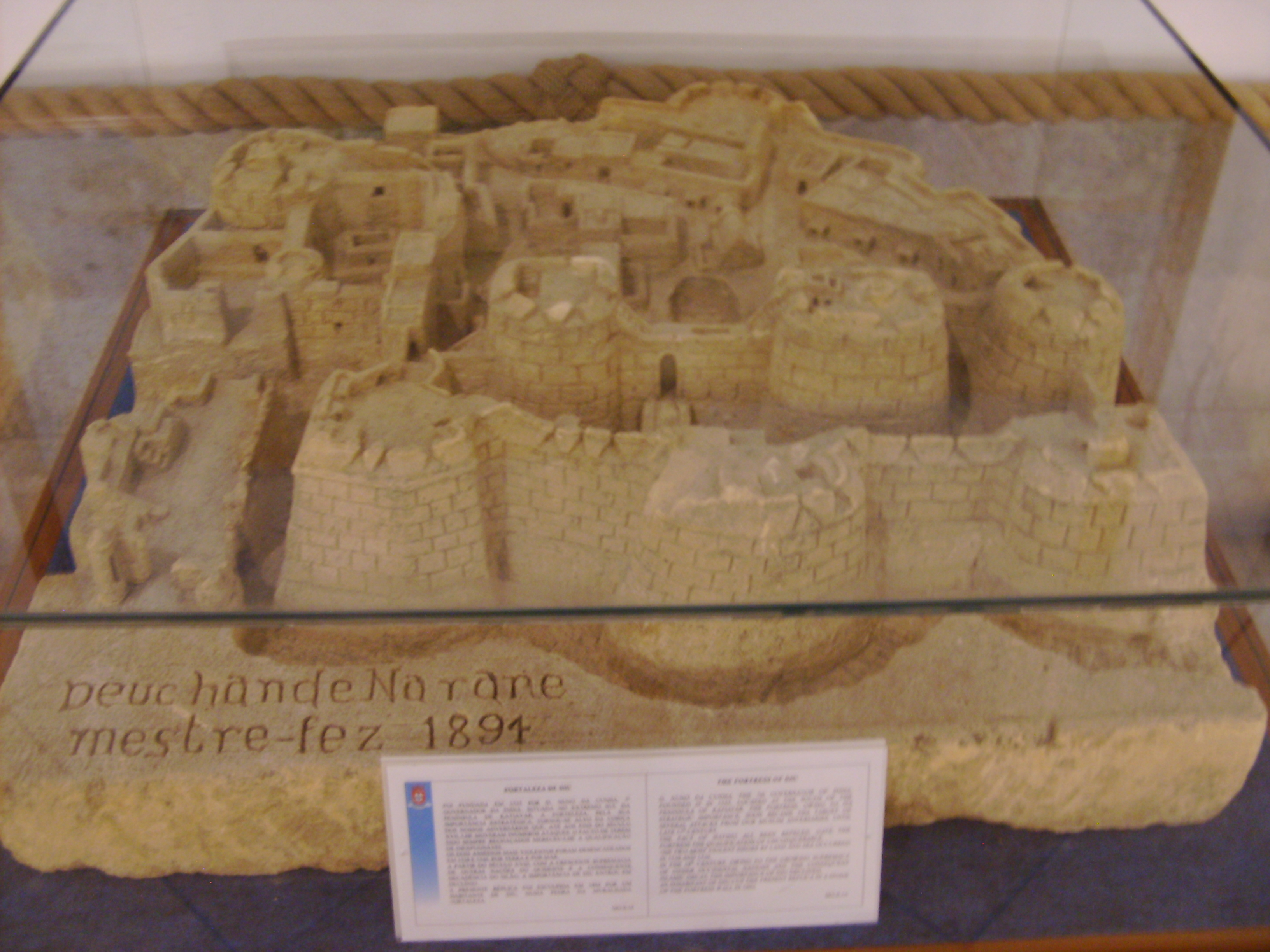
Museu de Marinha de Lisboa: réplica em pedra da fortaleza de Diu

- D. João de Castro, dirigindo-se ao filho D. Fernando, enviado a socorrer a praça sitiada pela segunda vez, afirmou: "Por cada pedra daquela fortaleza arriscarei um filho".
- Em 1992, o Museu de Marinha adquiriu um modelo em pedra da Fortaleza de Diu, com o nome do seu artífice e a data do trabalho ("Deuchande Narare mestre – fez 1894").